# A Real Madrid CF 2020–2021-es szezonja
A Real Madrid CF 2020–2021-es szezonja sorozatban a 90., összességében pedig a 117. idénye volt a spanyol első osztályban. Az előző szezonban a hazai bajnokságban az első helyett szerezte meg, ezáltal a klub ebben az idényben a csapat címvédőként indul bajnokságban, ezenkívül a hazai kupasorozatban, a Copa del Rey-ben, valamint a Bajnokok Ligájában szerzett indulási jogot. A szezon 2020. szeptember 20-án kezdődött és 2021. május 22-én fejeződött be. 
2020. november 3-án a Bajnokok ligájában az Internazionale elleni 3–2-re  megnyert hazai csoportmérkőzésen volt Sergio Ramos 659.  tétmérkőzése, a 33. percben fejesből szerzett találta volt a 100. gólja a Real Madrid színeiben, az érdesség az, hogy ezt a rekordot érő számot  védőként érte el.
A 1992-93-as szezon óta nem szerzett ilyen kevés gólt a királyi gárda. A 2009-10-es szezonban fordult elő utoljára hogy tréfa nélkül maradt.

## Mezek
Gyártó: Adidas
mezszponzor: Emirates
| Hazai | Vendég | Harmadik | Negyedik |

### Kapus
| Kapus 1 | Kapus 2 | Kapus 3 | Kapus 4 |

## Játékoskeret
Frissítve:2021. május 08-án
| Mezszám                  | Név                                               | Nemzet  | Posztok     | Szül. év (kor)                 | Honnan érkezett        | Pályára lépések | Gólok   | Átigazolás ideje | Átigazolás vége | Megjegyzés                                                                   |
| Kapusok                  | Kapusok                                           | Kapusok | Kapusok     | Kapusok                        | Kapusok                | Kapusok         | Kapusok | Kapusok          | Kapusok         | Kapusok                                                                      |
| ------------------------ | ------------------------------------------------- | ------- | ----------- | ------------------------------ | ---------------------- | --------------- | ------- | ---------------- | --------------- | ---------------------------------------------------------------------------- |
| 1                        | Thibaut Courtois                                  | BEL     | kapus       | 1992. május 11. (32 éves)      | Chelsea                | 125             | 0       | 2018             | 2025            | átigazolás összege: 35 Millió €                                              |
| 13                       | Andrij Lunyin                                     | UKR     | kapus       | 1999. február 11. (26 éves)    | Zorja Luhanszk         | 1               | 0       | 2018             | 2024            | átigazolás összege: 8.5 Millió €                                             |
| 26                       | Diego Altube                                      | ESP     | kapus       | 2000. február 22. (25 éves)    | utánpótlás rendszerből | 0               | 0       |                  | 2022            | a bő keret tagja                                                             |
| 42                       | Lucas Cañizares                                   | ESP     | kapus       | 2002. május 10. (22 éves)      | utánpótlás rendszerből | 0               | 0       |                  | 2022            | a bő keret tagja                                                             |
| Védők                    |                                                   |         |             |                                |                        |                 |         |                  |                 |                                                                              |
| 2                        | Dani Carvajal                                     | ESP     | védő        | 1992. január 12. (33 éves)     | Bayer Leverkusen       | 294             | 6       | 2013             | 2022            | átigazolás összege: 6,5 Millió € az utánpótlás rendszerből került fel        |
| 3                        | Éder Militão                                      | BRA     | védő        | 1998. január 18. (27 éves)     | Porto                  | 37              | 2       | 2019             | 2025            | átigazolás összege: 50 Millió                                                |
| 4                        | Sergio Ramos (Csapatkapitány)                     | ESP     | védő        | 1986. március 30. (38 éves)    | Sevilla                | 671             | 101     | 2005             | 2021            | átigazolás összege: 28 Millió € csapatkapitány                               |
| 5                        | Raphaël Varane                                    | FRA     | védő        | 1993. április 25. (31 éves)    | Lens                   | 359             | 17      | 2011             | 2022            | átigazolás összege: 10 Millió € 3. számú csapatkapitány-helyettes            |
| 6                        | Nacho                                             | ESP     | védő        | 1990. január 18. (35 éves)     | Utánpótlás rendszerből | 229             | 11      | 2012             | 2022            | az utánpótlás rendszerből került fel                                         |
| 12                       | Marcelo (Csapatkapitány-helyettes)                | BRA     | védő        | 1988. május 12. (36 éves)      | Fluminense             | 526             | 38      | 2007 (tél)       | 2022            | átigazolás összege: 6,5 Millió € csapatkapitány-helyettes                    |
| 19                       | Álvaro Odriozola                                  | ESP     | védő        | 1995. december 14. (29 éves)   | Real Sociedad          | 39              | 2       | 2018             | 2024            | átigazolás összege: 30 Millió                                                |
| 23                       | Ferland Mendy                                     | FRA     | védő        | 1995. június 8. (29 éves)      | Lyon                   | 70              | 3       | 2019             | 2025            | átigazolás összege: 55 Millió                                                |
| —                        | Víctor Chust                                      | ESP     | védő        | 2000. március 5. (25 éves)     | utánpótlás rendszerből | 0               | 0       |                  | 2021            | a bő keret tagja                                                             |
| Középpályások            |                                                   |         |             |                                |                        |                 |         |                  |                 |                                                                              |
| 8                        | Toni Kroos                                        | GER     | középpályás | 1990. január 4. (35 éves)      | Bayern München         | 319             | 22      | 2014             | 2023            | átigazolás összege: 25 Millió                                                |
| 10                       | Luka Modrić                                       | CRO     | középpályás | 1985. szeptember 9. (39 éves)  | Tottenham Hotspur      | 387             | 26      | 2012             | 2022            | átigazolás összege: 35 Millió                                                |
| 14                       | Casemiro                                          | BRA     | középpályás | 1992. február 23. (33 éves)    | São Paulo              | 282             | 30      | 2013             | 2023            | átigazolás összege: 6 Millió                                                 |
| 15                       | Federico Valverde                                 | URU     | középpályás | 1998. július 22. (26 éves)     | Peñarol                | 98              | 5       | 2016             | 2025            | az utánpótlás rendszerből került fel                                         |
| 22                       | Isco                                              | ESP     | középpályás | 1992. április 21. (32 éves)    | Málaga                 | 334             | 51      | 2013             | 2022            | átigazolás összege: 27 Millió                                                |
| 28                       | Marvin Park                                       | ESP     | középpályás | 2000. július 3. (24 éves)      | utánpótlás rendszerből | 3               | 0       |                  | 2021            | a bő keret tagja                                                             |
| 30                       | Sergio Arribas                                    | ESP     | középpályás | 2001. szeptember 30. (23 éves) | utánpótlás rendszerből | 10              | 0       |                  | 2021            | a bő keret tagja                                                             |
| Csatárok                 |                                                   |         |             |                                |                        |                 |         |                  |                 |                                                                              |
| 7                        | Eden Hazard                                       | BEL     | CS          | 1991. január 7. (34 éves)      | Chelsea                | 40              | 4       | 2019             | 2024            | átigazolás összege: 115 Millió                                               |
| 9                        | Karim Benzema (2. számú csapatkapitány-helyettes) | FRA     | CS          | 1987. december 19. (37 éves)   | Lyon                   | 555             | 277     | 2009             | 2022            | átigazolás összege: 35 Millió                                                |
| 11                       | Marco Asensio                                     | ESP     | CS          | 1996. január 26. (29 éves)     | Mallorca               | 189             | 36      | 2014             | 2023            | átigazolás összege: 3,5 Millió                                               |
| 17                       | Lucas Vázquez                                     | ESP     | CS          | 1991. július 1. (33 éves)      | Espanyol               | 240             | 26      | 2015             | 2021            | átigazolás összege: 1 Millió eredetileg az utánpótlás rendszerből került fel |
| 20                       | Vinícius Júnior                                   | BRA     | CS          | 2000. július 12. (24 éves)     | Flamengo               | 114             | 15      | 2018             | 2025            | átigazolás összege: 45 Millió                                                |
| 24                       | Mariano Díaz                                      | DOM     | CS          | 1993. augusztus 1. (31 éves)   | Lyon                   | 60              | 11      | 2018             | 2023            | átigazolás összege: 21.5 Millió                                              |
| 25                       | Rodrygo Goes                                      | BRA     | CS          | 2001. január 9. (24 éves)      | Santos                 | 56              | 9       | 2019             | 2025            | átigazolás összege: 45 Millió                                                |
| Kölcsönbe lévő játékosok |                                                   |         |             |                                |                        |                 |         |                  |                 |                                                                              |
| —                        | Jesús Vallejo                                     | ESP     | V           | 1997. január 5. (28 éves)      | Real Zaragoza          | 19              | 1       | 2015             | 2025            | Granada (kölcsönben)                                                         |
| —                        | Kubo Takefusza                                    | JPN     | KP          | 2001. június 4. (23 éves)      | FC Tokió (kölcsönben)  | 0               | 0       | 2019             | 2024            | Villarreal (kölcsönben)                                                      |
| —                        | Dani Ceballos                                     | ESP     | KP          | 1996. augusztus 7. (28 éves)   | Real Betis             | 56              | 5       | 2017             | 2023            | Arsenal (kölcsönben)                                                         |
| —                        | Reinier                                           | BRA     | KP          | 2002. január 19. (23 éves)     | CR Flamengo            | 0               | 0       | 2020             | 2026            | Dortmund (kölcsönben)                                                        |
| —                        | Brahim Díaz                                       | ESP     | CS          | 1999. augusztus 3. (25 éves)   | Manchester City        | 21              | 2       | 2019             | 2025            | AC Milan (kölcsönben)                                                        |
| —                        | Gareth Bale                                       | WAL     | CS          | 1989. július 16. (35 éves)     | Tottenham Hotspur      | 251             | 105     | 2013             | 2022            | Tottenham Hotspur (kölcsönben)                                               |
| —                        | Borja Mayoral                                     | ESP     | CS          | 1997. április 5. (27 éves)     | Utánpótlás rendszerből | 33              | 7       | 2015             | 2023            | AS Roma (kölcsönben)                                                         |
| —                        | Luka Jović                                        | SRB     | CS          | 1997. december 23. (27 éves)   | Eintracht Frankfurt    | 32              | 2       | 2019             | 2025            | Eintracht Frankfurt (kölcsönben)                                             |
| —                        | Martin Ødegaard                                   | NOR     | CS          | 1998. december 17. (26 éves)   | Real Sociedad          | 11              | 0       | 2015             |                 | Arsenal (kölcsönben)                                                         |

## Elnökség
2019. március 14-én lett frissítve.
| Elnök                  | Florentino Pérez          |
| Alelnök                | Fernando Fernández Tapias |
| 2. alelnök             | Eduardo Fernández de Blas |
| 3. alelnök             | Pedro López Jiménez       |
| Tiszteletbeli elnök    | Francisco Gento           |
| Az Igazgatóság titkára | Enrique Sánchez González  |

## Szakmai stáb
2019. július 6-án lett frissítve.
| Vezetőedző                    | Zinédine Zidane             |
| Segédedző                     | David Bettoni               |
| Segédedző                     | Hamidou Msaidie             |
| Kapusedző                     | Roberto Vázquez             |
| Erőnléti edző, sportterapeuta | Javier Mallo                |
| Erőnléti edző                 | Grégory Dupont              |
| Sportterapeuta                | José Carlos García Parrales |

## Átigazolások
2020. évi nyári átigazolási időszak, 
 2021. évi téli átigazolási időszak

### Érkezők
| Dátum               | Mezszám | Poszt       | Nemzet   | Név              | Kor | Honnan                                  | Szerződés megnevezése       | Átigazolási időszak                 | Szerződés vége | Átigazolás összege |
| ------------------- | ------- | ----------- | -------- | ---------------- | --- | --------------------------------------- | --------------------------- | ----------------------------------- | -------------- | ------------------ |
| 2020. július 1.     |         | védő        | marokkói | Achraf Hakimi    | 21  | Dortmund                                | lejárt a kölcsön szerződése | 2020. évi nyári átigazolási időszak |                |                    |
| 2020. július 1.     |         | védő        | spanyol  | Javier Sánchez   | 23  | Valladolid                              | lejárt a kölcsön szerződése | 2020. évi nyári átigazolási időszak |                |                    |
| 2020. július 1.     |         | kapus       | spanyol  | Moha Ramos       | 20  | Sablon:Country data ENH Birmingham City | lejárt a kölcsön szerződése | 2020. évi nyári átigazolási időszak |                |                    |
| 2020. július 19.    |         | kapus       | ukrán    | Andrij Lunyin    | 21  | Real Oviedo                             | lejárt a kölcsön szerződése | 2020. évi nyári átigazolási időszak |                |                    |
| 2020. július 19.    |         | kapus       | francia  | Luca Zidane      | 22  | Racing de Santander                     | lejárt a kölcsön szerződése | 2020. évi nyári átigazolási időszak |                |                    |
| 2020. július 19.    |         | hátvéd      | spanyol  | Sergio Reguilón  | 23  | Sevilla                                 | lejárt a kölcsön szerződése | 2020. évi nyári átigazolási időszak |                |                    |
| 2020. július 19.    |         | hátvéd      | spanyol  | Jesús Vallejo    | 23  | Granada                                 | lejárt a kölcsön szerződése | 2020. évi nyári átigazolási időszak |                |                    |
| 2020. július 19.    |         | középpályás | japán    | Kubo Takefusza   | 19  | Mallorca                                | lejárt a kölcsön szerződése | 2020. évi nyári átigazolási időszak |                |                    |
| 2020. július 19.    |         | középpályás | norvég   | Martin Ødegaard  | 21  | Sociedad                                | lejárt a kölcsön szerződése | 2020. évi nyári átigazolási időszak |                |                    |
| 2020. július 19.    |         | középpályás | spanyol  | Óscar Rodríguez  | 21  | Leganés                                 | lejárt a kölcsön szerződése | 2020. évi nyári átigazolási időszak |                |                    |
| 2020. július 19.    |         | középpályás | spanyol  | Alberto Soro     | 21  | Zaragoza                                | lejárt a kölcsön szerződése | 2020. évi nyári átigazolási időszak |                |                    |
| 2020. július 19.    |         | csatár      | spanyol  | Jorge de Frutos  | 23  | Rayo Vallecano                          | lejárt a kölcsön szerződése | 2020. évi nyári átigazolási időszak |                |                    |
| 2020. július 19.    |         | csatár      | spanyol  | Daniel Gómez     | 21  | Tenerife                                | lejárt a kölcsön szerződése | 2020. évi nyári átigazolási időszak |                |                    |
| 2020. július 19.    |         | csatár      | spanyol  | Borja Mayoral    | 23  | Levante                                 | lejárt a kölcsön szerződése | 2020. évi nyári átigazolási időszak |                |                    |
| 2020. július 19.    |         | csatár      | spanyol  | Hugo Vallejo     | 20  | Deportivo                               | lejárt a kölcsön szerződése | 2020. évi nyári átigazolási időszak |                |                    |
| 2020. augusztus 2.  |         | középpályás | spanyol  | Dani Ceballos    | 23  | Arsenal                                 | lejárt a kölcsön szerződése | 2020. évi nyári átigazolási időszak |                |                    |
| 2020. augusztus 31. |         | középpályás | spanyol  | Álvaro Odriozola | 24  | Bayern München                          | lejárt a kölcsön szerződése | 2020. évi nyári átigazolási időszak |                |                    |
| 2021. január 8.     |         | középpályás | japán    | Kubo Takefusza   | 19  | Villarreal                              |                             | 2021. évi téli átigazolási időszak  |                |                    |

### Távozók
| Mezszám | Dátum                | Poszt       | Nemzet    | Név             | Kor | Hová                | Ár                          | forrás        |
| ------- | -------------------- | ----------- | --------- | --------------- | --- | ------------------- | --------------------------- | ------------- |
|         | 2020. július 1.      | hátvéd      | spanyol   | Javier Sánchez  | 23  | Valladolid          | €                           | [ 8 ]         |
| 19      | 2020. július 2.      | hátvéd      | marokkói  | Achraf Hakimi   | 21  | Internazionale      | 40M €                       | [ 9 ] [ 10 ]  |
| 1       | 2020. augusztus 11.  | kapus       | francia   | Alphonse Aréola | 27  | Paris Saint-Germain | a kölcsön szerződése lejárt | [ 11 ] [ 12 ] |
|         | 2020. augusztus 29.  | középpályás | spanyol   | Óscar Rodríguez | 22  | Sevilla             | átigazolás                  | [ 13 ]        |
| 16      | 2020. szeptember 7.  | középpályás | kolumbiai | James Rodríguez | 29  | Everton             | átigazolás                  | [ 14 ]        |
| 23      | 2020. szeptember 19. | hátvéd      | spanyol   | Sergio Reguilón | 24  | Tottenham Hotspur   | átigazolás                  | [ 15 ] [ 16 ] |
|         | 2020. október 5.     | kapus       | francia   | Luca Zidane     | 22  | Rayo Vallecano      | átigazolás                  | [ 17 ]        |

### Kölcsönbe távozók
| Mezszám | Dátum                | Poszt       | Nemzet  | Név             | Kor | Hová                | Ár                             | forrás               |
| ------- | -------------------- | ----------- | ------- | --------------- | --- | ------------------- | ------------------------------ | -------------------- |
|         | 2020. augusztus 10.  | középpályás | spanyol | Kubo            | 19  | Villarreal          | kölcsönbe                      | [ 18 ] [ 19 ] [ 20 ] |
|         | 2020. augusztus 18.  | középpályás | spanyol | Vallejo         | 23  | Granada             | kölcsön szerződés hosszabbítás | [ 21 ]               |
|         | 2020. augusztus 19.  | középpályás | brazil  | Reinier         | 18  | Borussia Dortmund   | kölcsönbe                      | [ 22 ] [ 23 ]        |
| 21      | 2020. szeptember 4.  | középpályás | spanyol | Brahim          | 21  | AC Milan            | kölcsönbe                      | [ 24 ] [ 25 ]        |
| 24      | 2020. szeptember 4.  | középpályás | spanyol | Ceballos        | 24  | Arsenal             | kölcsön szerződés hosszabbítás | [ 26 ] [ 27 ] [ 28 ] |
| 11      | 2020. szeptember 19. | csatár      | walesi  | Bale            | 31  | Tottenham Hotspur   | kölcsön szerződés              | [ 29 ] [ 30 ]        |
| 16      | 2020. október 02.    | csatár      | spanyol | Mayoral         | 23  | AS Roma             | kölcsön szerződés              | [ 31 ]               |
|         | 2021. január 08.     | középpályás | japán   | Kubo Takefusza  | 19  | Getafe              | kölcsön szerződés              | [ 32 ]               |
| 18      | 2021. január 14.     | középpályás | szerb   | Luka Jović      | 23  | Eintracht Frankfurt | kölcsön szerződés              | [ 33 ] [ 34 ]        |
| 21      | 2021. január 27.     | középpályás | norvég  | Martin Ødegaard | 22  | Arsenal             | kölcsön szerződés              | [ 35 ] [ 36 ]        |

## Tabella
| Hely. | Csapat              | M  | Gy | D  | V  | G+ | G– | Gk  | P  | Továbbjutás vagy kiesés    |
| ----- | ------------------- | -- | -- | -- | -- | -- | -- | --- | -- | -------------------------- |
| 1.    | Atlético Madrid (B) | 38 | 26 | 8  | 4  | 67 | 25 | +42 | 86 | Bajnokok Ligája-csoportkör |
| 2.    | Real Madrid CV      | 38 | 25 | 9  | 4  | 67 | 28 | +39 | 84 | Bajnokok Ligája-csoportkör |
| 3.    | Barcelona           | 38 | 24 | 7  | 7  | 85 | 38 | +47 | 79 | Bajnokok Ligája-csoportkör |
| 4.    | Sevilla             | 38 | 24 | 5  | 9  | 53 | 33 | +20 | 77 | Bajnokok Ligája-csoportkör |
| 5.    | Real Sociedad       | 38 | 17 | 11 | 10 | 59 | 38 | +21 | 62 | Európa-liga-csoportkör     |

## Előszezon és barátságos mérkőzések
| 2020. szeptember 9. - megjegyzés:A mérkőzést törölték, mert a Rayo Vallecanonak egy játékosának nem meggyőző lett a COVID–19 tesztje. |

| Real Madrid | Törölve | Rayo Vallecano |
| ----------- | ------- | -------------- |
|             |         |                |

| Alfredo di Stéfano, Madrid, Spanyolország |

| 2020. szeptember 15. 12:00, megjegyzés: Az első félidőben a legerősebb kerete játszott a Real Madridnak. A második félidőben több Castilla és Juvenil játékos is kapott játék lehetőséget. |

| Real Madrid             | 6 – 0               | Getafe |
| ----------------------- | ------------------- | ------ |
| Benzema , Ramos Arribas | (6 – 0) Jegyzőkönyv |        |

| Alfredo di Stéfano, Madrid, Spanyolország Nézőszám: 0 (A mérkőzést zárt kapuk mögött játszották) |

## La Liga

### Szeptember
| 2020. szeptember 20. 21:00 |

| Real Sociedad | 0 – 0       | Real Madrid |
| ------------- | ----------- | ----------- |
|               | Jegyzőkönyv |             |

| Anoeta, San Sebastián Nézőszám: 0 (megjegyzés:A spanyolországi COVID-19 járvány miatt a mérkőzést zárt ajtók mögött játszották) Játékvezető: Juan Martínez Munuera (spanyol) |

| 2020. szeptember 26. 21:00, |

| Real Betis             | 2 – 3               | Real Madrid                                   |
| ---------------------- | ------------------- | --------------------------------------------- |
| Mandi 35' Carvalho 35' | (2 – 1) Jegyzőkönyv | 13' Valverde 48' Emerson 82' (11-esből) Ramos |

| Benito Villamarín, Sevilla Nézőszám: 0 (megjegyzés:A spanyolországi COVID-19 járvány miatt a mérkőzést zárt ajtók mögött játszották) Játékvezető: Ricardo de Burgos Bengoetxea (spanyol) |

| 2020. szeptember 30. 21:30 |

| Real Madrid     | 1 – 0               | Real Valladolid |
| --------------- | ------------------- | --------------- |
| Vinícius Jr 65' | (0 – 0) Jegyzőkönyv |                 |

| Alfredo di Stéfano, Madrid Nézőszám: 0 (megjegyzés:A spanyolországi COVID-19 járvány miatt a mérkőzést zárt ajtók mögött játszották) Játékvezető: César Soto Grado (spanyol) |

### Október
| 2020. október 4. 16:00 |

| Levante | 0 – 2               | Real Madrid                   |
| ------- | ------------------- | ----------------------------- |
|         | (0 – 1) Jegyzőkönyv | 16' Vinícius Jr 90+5' Benzema |

| Estadio El Madrigal, Villarreal Nézőszám: 0 (megjegyzés:A spanyolországi COVID-19 járvány miatt a mérkőzést zárt ajtók mögött játszották) Játékvezető: José Luis Munuera Montero (spanyol) |

| 2020. október 17. 18:30 |

| Real Madrid | 0 – 1               | Cádiz      |
| ----------- | ------------------- | ---------- |
|             | (0 – 1) Jegyzőkönyv | 16' Lozano |

| Alfredo di Stéfano, Madrid Nézőszám: 0 (megjegyzés:A spanyolországi COVID-19 járvány miatt a mérkőzést zárt ajtók mögött játszották) Játékvezető: Santiago Jaime Latre (spanyol) |

| 2020. október 25., El Clásico 16:00 |

| Barcelona | 1 – 3               | Real Madrid                                    |
| --------- | ------------------- | ---------------------------------------------- |
| Fati 8'   | (1 – 1) Jegyzőkönyv | 5' Valverde 63' (11-esből) Valverde 90' Modrić |

| Camp Nou, Barcelona Nézőszám: 0 (megjegyzés:A spanyolországi COVID-19 járvány miatt a mérkőzést zárt ajtók mögött játszották) Játékvezető: Juan Martínez Munuera (spanyol) |

| 2020. október 31. 14:00 |

| Real Madrid                              | 4 – 1               | Huesca       |
| ---------------------------------------- | ------------------- | ------------ |
| Hazard 40' Benzema 45', 90' Valverde 54' | (2 – 0) Jegyzőkönyv | 74' Ferreiro |

| Alfredo di Stéfano stadion, Madrid Nézőszám: 0 (megjegyzés:A spanyolországi COVID-19 járvány miatt a mérkőzést zárt ajtók mögött játszották) Játékvezető: Pablo González Fuertes (spanyol) |

### November
| 2020. november 8. 21:00 |

| Valencia                                                        | 4 – 1               | Real Madrid |
| --------------------------------------------------------------- | ------------------- | ----------- |
| Soler 35' (11-esből), 54' (11-esből), 63' (11-esből) Varane 43' | (2 – 1) Jegyzőkönyv | 23' Benzema |

| Mestalla, Valencia Nézőszám: 0 (megjegyzés:A spanyolországi COVID-19 járvány miatt a mérkőzést zárt ajtók mögött játszották) Játékvezető: Jesús Gil Manzano (spanyol) |

| 2020. november 21. 16:15 |

| Villarreal            | 1 – 1               | Real Madrid |
| --------------------- | ------------------- | ----------- |
| Moreno 76' (11-esből) | (0 – 1) Jegyzőkönyv | 2' Mariano  |

| Estadio El Madrigal, Villarreal Nézőszám: 0 (megjegyzés:A spanyolországi COVID-19 járvány miatt a mérkőzést zárt ajtók mögött játszották) Játékvezető: Alejandro Hernández Hernández (spanyol) |

| 2020. november 28. 21:00 |

| Real Madrid  | 1 – 2               | Alavés                         |
| ------------ | ------------------- | ------------------------------ |
| Casemiro 86' | (0 – 1) Jegyzőkönyv | 5' (11-esből) Pérez 49' Joselu |

| Alfredo di Stéfano stadion, Madrid Nézőszám: 0 (megjegyzés:A spanyolországi COVID-19 járvány miatt a mérkőzést zárt ajtók mögött játszották) Játékvezető: Adrián Cordero Vega (spanyol) |

### December
| 2020. december 5. 16:15 |

| Sevilla | 0 – 1               | Real Madrid |
| ------- | ------------------- | ----------- |
|         | (0 – 0) Jegyzőkönyv | 55' Bounou  |

| Ramón Sánchez-Pizjuán, Sevilla Nézőszám: 0 (megjegyzés:A spanyolországi COVID-19 járvány miatt a mérkőzést zárt ajtók mögött játszották) Játékvezető: José María Sánchez Martínez (spanyol) |

| 2020. december 12. 21:00 |

| Real Madrid            | 2 – 0               | Atlético Madrid |
| ---------------------- | ------------------- | --------------- |
| Casemiro 15' Oblak 63' | (1 – 0) Jegyzőkönyv |                 |

| Alfredo di Stéfano stadion, Madrid Nézőszám: 0 (megjegyzés:A spanyolországi COVID-19 járvány miatt a mérkőzést zárt ajtók mögött játszották) Játékvezető: Antonio Mateu Lahoz (spanyol) |

| 2020. december 15. 22:00 |

| Real Madrid                    | 3 – 1               | Athletic Bilbao |
| ------------------------------ | ------------------- | --------------- |
| Kroos 45+2' Benzema 74', 90+2' | (1 – 0) Jegyzőkönyv | 52' Capa        |

| Alfredo di Stéfano stadion, Madrid Nézőszám: 0 (megjegyzés:A spanyolországi COVID-19 járvány miatt a mérkőzést zárt ajtók mögött játszották) Játékvezető: Jesús Gil Manzano (spanyol) |

| 2020. december 20. 21:00 |

| Eibar    | 1 – 3           | Real Madrid                         |
| -------- | --------------- | ----------------------------------- |
| Kike 28' | (–) Jegyzőkönyv | 6' Benzema 13' Modrić 90+2' Vázquez |

| Ipurua, Eibar Nézőszám: 0 (megjegyzés:A spanyolországi COVID-19 járvány miatt a mérkőzést zárt ajtók mögött játszották) Játékvezető: José Luis Munuera Montero (spanyol) |

| 2020. december 23. 19:45 |

| Real Madrid                | 2 – 0               | Granada |
| -------------------------- | ------------------- | ------- |
| Casemiro 57' Benzema 90+3' | (0 – 0) Jegyzőkönyv |         |

| Alfredo di Stéfano stadion, Madrid Nézőszám: 0 (megjegyzés:A spanyolországi COVID-19 járvány miatt a mérkőzést zárt ajtók mögött játszották) Játékvezető: Juan Martínez Munuera (spanyol) |

| 2020. december 30. 19:45 |

| Elche                 | 1 – 1               | Real Madrid |
| --------------------- | ------------------- | ----------- |
| Chaves 52' (11-esből) | (1 – 1) Jegyzőkönyv | 20' Modrić  |

| Martínez Valero, Elche Nézőszám: 0 (megjegyzés:A spanyolországi COVID-19 járvány miatt a mérkőzést zárt ajtók mögött játszották) Játékvezető: Juan Martínez Munuera (spanyol) |

### Január
| 2021. január 2. 21:00 |

| Real Madrid            | 2 – 0               | Celta Vigo |
| ---------------------- | ------------------- | ---------- |
| Vázquez 6' Asensio 53' | (1 – 0) Jegyzőkönyv |            |

| Alfredo di Stéfano stadion, Madrid Nézőszám: 0 (megjegyzés:A spanyolországi COVID-19 járvány miatt a mérkőzést zárt ajtók mögött játszották) Játékvezető: Ricardo de Burgos Bengoetxea (spanyol) |

| 2021. január 9. 21:00 |

| Osasuna | 0 – 0       | Real Madrid |
| ------- | ----------- | ----------- |
|         | Jegyzőkönyv |             |

| El Sadar Stadion, Pamplona Nézőszám: 0 (megjegyzés:A spanyolországi COVID-19 járvány miatt a mérkőzést zárt ajtók mögött játszották) Játékvezető: César Soto Grado (spanyol) |

| 2021. január 24. 21:00 |

| Alavés     | 1 – 4               | Real Madrid                                |
| ---------- | ------------------- | ------------------------------------------ |
| Joselu 59' | (0 – 3) Jegyzőkönyv | 15' Casemiro 41', 70' Benzema 45+1' Hazard |

| Mendizorrotza Stadion, Vitoria-Gasteiz Nézőszám: 0 (megjegyzés:A spanyolországi COVID-19 járvány miatt a mérkőzést zárt ajtók mögött játszották) Játékvezető: Alejandro Hernández Hernández (spanyol) |

| 2021. január 30. 16:15 |

| Real Madrid | 1 – 2               | Levante               |
| ----------- | ------------------- | --------------------- |
| Asensio 13' | (1 – 1) Jegyzőkönyv | 32' Morales 78' Martí |

| Alfredo di Stéfano stadion, Madrid Nézőszám: 0 (megjegyzés:A spanyolországi COVID-19 járvány miatt a mérkőzést zárt ajtók mögött játszották) Játékvezető: David Medié Jiménez (spanyol) |

### Február
| 2021. február 6. 16:15 |

| Huesca    | 1 – 2               | Real Madrid     |
| --------- | ------------------- | --------------- |
| Galán 48' | (0 – 0) Jegyzőkönyv | 56', 83' Varane |

| El Alcoraz stadion, Huesca Nézőszám: 0 (megjegyzés:A spanyolországi COVID-19 járvány miatt a mérkőzést zárt ajtók mögött játszották) Játékvezető: Javier Estrada Fernández (spanyol) |

| 2021. február 9. 21:00, a mérkőzést eredetileg 2020. szeptember 13-ra tűzték ki. |

| Real Madrid           | 2 – 0               | Getafe |
| --------------------- | ------------------- | ------ |
| Benzema 60' Mendy 66' | (0 – 0) Jegyzőkönyv |        |

| Alfredo di Stéfano stadion, Madrid Nézőszám: 0 (megjegyzés:A spanyolországi COVID-19 járvány miatt a mérkőzést zárt ajtók mögött játszották) Játékvezető: Javier Alberola Rojas (spanyol) |

| 2021. február 14. 16:15 |

| Real Madrid           | 2 – 0               | Valencia |
| --------------------- | ------------------- | -------- |
| Benzema 12' Kroos 42' | (2 – 0) Jegyzőkönyv |          |

| Alfredo di Stéfano stadion, Madrid Nézőszám: 0 (megjegyzés:A spanyolországi COVID-19 járvány miatt a mérkőzést zárt ajtók mögött játszották) Játékvezető: José María Sánchez Martínez (spanyol) |

| 2021. február 20. 21:00 |

| Valladolid | 0 – 1               | Real Madrid  |
| ---------- | ------------------- | ------------ |
|            | (0 – 0) Jegyzőkönyv | 65' Casemiro |

| Estadio José Zorrilla, Valladolid Nézőszám: 0 (megjegyzés:A spanyolországi COVID-19 járvány miatt a mérkőzést zárt ajtók mögött játszották) Játékvezető: Guillermo Cuadra Fernández (spanyol) |

### Március
| 2021. március 1. 21:00 |

| Real Madrid | 1 – 1               | Sociedad  |
| ----------- | ------------------- | --------- |
| Vini Jr 89' | (0 – 0) Jegyzőkönyv | 55' Portu |

| Alfredo di Stéfano stadion, Madrid Nézőszám: 0 (megjegyzés:A spanyolországi COVID-19 járvány miatt a mérkőzést zárt ajtók mögött játszották) Játékvezető: Jesús Gil Manzano (spanyol) |

| 2021. március 7. 16:15 |

| Atlético Madrid | 1 – 1       | Real Madrid |
| --------------- | ----------- | ----------- |
| Suárez 15'      | Jegyzőkönyv | 88' Benzema |

| Wanda Metropolitano Stadion, Madrid Nézőszám: 0 (megjegyzés:A spanyolországi COVID-19 járvány miatt a mérkőzést zárt ajtók mögött játszották) Játékvezető: Alejandro Hernández Hernández (spanyol) |

| 2021. március 13. 16:15 |

| Real Madrid        | 2 – 1               | Elche     |
| ------------------ | ------------------- | --------- |
| Benzema 73', 90+1' | (0 – 0) Jegyzőkönyv | 61' Calvo |

| Alfredo di Stéfano stadion, Madrid Nézőszám: 0 (megjegyzés:A spanyolországi COVID-19 járvány miatt a mérkőzést zárt ajtók mögött játszották) Játékvezető: Jorge Figueroa Vázquez (spanyol) |

| 2021. március 20. 16:15 |

| Celta Vigo | 1 – 3               | Real Madrid                    |
| ---------- | ------------------- | ------------------------------ |
| Mina 40'   | (1 – 2) Jegyzőkönyv | 20', 30' Benzema 90+4' Asensio |

| Balaídos stadion, Vigo Nézőszám: 0 (megjegyzés:A spanyolországi COVID-19 járvány miatt a mérkőzést zárt ajtók mögött játszották) Játékvezető: Mario Melero López (spanyol) |

### Április
| 2021. április 3. 16:15 |

| Real Madrid             | 2 – 0               | Eibar |
| ----------------------- | ------------------- | ----- |
| Asensio 41' Benzema 72' | (1 – 0) Jegyzőkönyv |       |

| Alfredo di Stéfano stadion, Madrid Nézőszám: 0 (megjegyzés:A spanyolországi COVID-19 járvány miatt a mérkőzést zárt ajtók mögött játszották) Játékvezető: Isidro Díaz de Mera Escuderos (spanyol) |

| 2021. április 10., El Clásico 21:00 |

| Real Madrid           | 2 – 1               | Barcelona    |
| --------------------- | ------------------- | ------------ |
| Benzema 13' Kroos 28' | (2 – 0) Jegyzőkönyv | 60' Mingueza |

| Alfredo di Stéfano stadion, Madrid Nézőszám: 0 (megjegyzés:A spanyolországi COVID-19 járvány miatt a mérkőzést zárt ajtók mögött játszották) Játékvezető: Jesús Gil Manzano (spanyol) |

| 2021. április 18. 21:00 |

| Getafe | 0 – 0       | Real Madrid |
| ------ | ----------- | ----------- |
|        | Jegyzőkönyv |             |

| Coliseum Alfonso Pérez, Getafe Nézőszám: 0 (megjegyzés:A spanyolországi COVID-19 járvány miatt a mérkőzést zárt ajtók mögött játszották) Játékvezető: José María Sánchez Martínez (spanyol) |

| 2021. április 21. 22:00 |

| Cádiz | 0 – 3       | Real Madrid                               |
| ----- | ----------- | ----------------------------------------- |
|       | Jegyzőkönyv | 30' (11-esből), 40' Benzema 33' Odriozola |

| Ramón de Carranza stadion, Cádiz Nézőszám: 0 (megjegyzés:A spanyolországi COVID-19 járvány miatt a mérkőzést zárt ajtók mögött játszották) Játékvezető: Antonio Mateu Lahoz (spanyol) |

| 2021. április 25. 21:00 |

| Real Madrid | 0 – 0       | Betis |
| ----------- | ----------- | ----- |
|             | Jegyzőkönyv |       |

| Alfredo di Stéfano stadion, Madrid Nézőszám: 0 (megjegyzés:A spanyolországi COVID-19 járvány miatt a mérkőzést zárt ajtók mögött játszották) Játékvezető: Javier Estrada Fernández (spanyol) |

### Május
| 2021. május 2. 21:00 |

| Real Madrid              | 2 – 0               | Osasuna |
| ------------------------ | ------------------- | ------- |
| Militão 76' Casemiro 80' | (0 – 0) Jegyzőkönyv |         |

| Alfredo di Stéfano Stadion, Madrid Nézőszám: 0 (megjegyzés:A spanyolországi COVID-19 járvány miatt a mérkőzést zárt ajtók mögött játszották) Játékvezető: Guillermo Cuadra Fernández (spanyol) |

| 2021. május 9. 21:00 |

| Real Madrid              | 2 – 2               | Sevilla                             |
| ------------------------ | ------------------- | ----------------------------------- |
| Asensio 67' Hazard 90+4' | (0 – 1) Jegyzőkönyv | 22' Fernando Rakitić 78' (11-esből) |

| Alfredo di Stéfano Stadion, Madrid Nézőszám: 0 (megjegyzés:A spanyolországi COVID-19 járvány miatt a mérkőzést zárt ajtók mögött játszották) Játékvezető: Juan Martínez Munuera (spanyol) |

| 2021. május 13. 22:00 |

| Granada    | 1 – 4               | Real Madrid                                        |
| ---------- | ------------------- | -------------------------------------------------- |
| Molina 71' | (0 – 2) Jegyzőkönyv | 17' Modrić 45+1' Rodrygo 75' Odriozola 76' Benzema |

| Los Cármenes stadion, Granada Nézőszám: 0 (megjegyzés:A spanyolországi COVID-19 járvány miatt a mérkőzést zárt ajtók mögött játszották) Játékvezető: Jesús Gil Manzano (spanyol) |

| 2021. május 16. 18:30 |

| Athletic Bilbao | 0 – 1               | Real Madrid |
| --------------- | ------------------- | ----------- |
|                 | (0 – 0) Jegyzőkönyv | 68' Nacho   |

| San Mamés Stadion, Bilbao Nézőszám: 0 (megjegyzés:A spanyolországi COVID-19 járvány miatt a mérkőzést zárt ajtók mögött játszották) Játékvezető: Antonio Mateu Lahoz (spanyol) |

| 2021. május 23. 18:00 |

| Real Madrid              | 2 – 1               | Villarreal |
| ------------------------ | ------------------- | ---------- |
| Benzema 87' Modrić 90+2' | (0 – 0) Jegyzőkönyv | 68' Pino   |

| Alfredo di Stéfano stadion, Madrid Nézőszám: 0 (megjegyzés:A spanyolországi COVID-19 járvány miatt a mérkőzést zárt ajtók mögött játszották) Játékvezető: José Luis Munuera Montero (spanyol) |

## Spanyol királykupa

### A legjobb 32 között
| 2021. január 20. 21:00 |

| Alcoyano                | 2 – 1 (h. u.)       | Real Madrid |
| ----------------------- | ------------------- | ----------- |
| Solbes 80', Juanan 115' | (0 – 1) Jegyzőkönyv | 45' Militão |

| El Collao Stadion, Alcoy Nézőszám: 0 Játékvezető: José María Sánchez Martínez (spanyol) |

## Spanyol szuperkupa

### Elődöntő
| 2021. január 14. |

| Real Madrid | 1 – 2               | Athletic Bilbao               |
| ----------- | ------------------- | ----------------------------- |
| Benzema 73' | (0 – 2) Jegyzőkönyv | 18', 38' (11-esből) R. García |

| Estadio La Rosaleda, Málaga Nézőszám: 0 Játékvezető: Juan Martínez Munuera (spanyol) |

## Bajnokok ligája

### B csoport
| Hely. | Csapat                   | M | Gy | D | V | G+ | G– | Gk | P  | Továbbjutás                             |  | RM  | MÖN | SHA | INT |
| ----- | ------------------------ | - | -- | - | - | -- | -- | -- | -- | --------------------------------------- |  | --- | --- | --- | --- |
| 1.    | Real Madrid              | 6 | 3  | 1 | 2 | 11 | 9  | +2 | 10 | Továbbjut az egyenes kieséses szakaszba |  | —   | 2–0 | 2–3 | 3–2 |
| 2.    | Borussia Mönchengladbach | 6 | 2  | 2 | 2 | 16 | 9  | +7 | 8  | Továbbjut az egyenes kieséses szakaszba |  | 2–2 | —   | 4–0 | 2–3 |
| 3.    | Sahtar Doneck            | 6 | 2  | 2 | 2 | 5  | 12 | −7 | 8  | Átkerül az Európa-ligába                |  | 2–0 | 0–6 | —   | 0–0 |
| 4.    | Internazionale           | 6 | 1  | 3 | 2 | 7  | 9  | −2 | 6  |                                         |  | 0–2 | 2–2 | 0–0 | —   |

| 2020. október 21. 18:55 |

| Real Madrid            | 2 – 3               | Sahtar Doneck                   |
| ---------------------- | ------------------- | ------------------------------- |
| Modrić 54' Vini Jr 59' | (0 – 3) Jegyzőkönyv | 29' Tetê 33' Varane 42' Solomon |

| Alfredo di Stéfano, Madrid, Spanyolország Nézőszám: 0 (megjegyzés:A spanyolországi COVID-19 járvány miatt a mérkőzést zárt ajtók mögött játszották) Játékvezető: Srđan Jovanović (szerb) |

| 2020. október 27. 21:00 |

| Mönchengladbach | 2 – 2               | Real Madrid                |
| --------------- | ------------------- | -------------------------- |
| Thuram 33', 58' | (1 – 0) Jegyzőkönyv | 87' Benzema 90+3' Casemiro |

| Borussia-Park, Mönchengladbach, Németország Nézőszám: 0 (megjegyzés:A németországi COVID-19 járvány miatt a mérkőzést zárt ajtók mögött játszották) Játékvezető: Orel Grinfeld (izraeli) |

| 2020. november 3. 21:00 |

| Real Madrid                       | 3 – 2               | Internazionale           |
| --------------------------------- | ------------------- | ------------------------ |
| Benzema 25' Ramos 33' Rodrygo 80' | (2 – 1) Jegyzőkönyv | 35' Martínez 68' Perišić |

| Alfredo di Stéfano, Madrid, Spanyolország Nézőszám: 0 (megjegyzés:A spanyolországi COVID-19 járvány miatt a mérkőzést zárt ajtók mögött játszották) Játékvezető: Clément Turpin (francia) |

| 2020. november 25. 21:00 |

| Internazionale | 0 – 2               | Real Madrid                     |
| -------------- | ------------------- | ------------------------------- |
|                | (0 – 1) Jegyzőkönyv | 7' (11-esből) Hazard 59' Hakimi |

| Giuseppe Meazza Stadion, Milánó, Olaszország Nézőszám: 0 (megjegyzés:Az olaszországi COVID-19 járvány miatt a mérkőzést zárt ajtók mögött játszották) Játékvezető: Anthony Taylor (angol) |

| 2020. december 1. 18:55 |

| Sahtar Doneck             | 2 – 0               | Real Madrid |
| ------------------------- | ------------------- | ----------- |
| Dentinho 57' Szolomon 82' | (0 – 0) Jegyzőkönyv |             |

| Metaliszt, Kijev, Ukrajna Nézőszám: 0 (megjegyzés:Az ukrán COVID-19 járvány miatt a mérkőzést zárt ajtók mögött játszották) Játékvezető: Ovidiu Hațegan (román) |

| 2020. december 9. 18:55 |

| Real Madrid     | 2 – 0               | Borussia Mönchengladbach |
| --------------- | ------------------- | ------------------------ |
| Benzema 9', 32' | (2 – 0) Jegyzőkönyv |                          |

| Alfredo di Stéfano, Madrid, Spanyolország Nézőszám: 0 (megjegyzés:A spanyolországi COVID-19 járvány miatt a mérkőzést zárt ajtók mögött játszották) Játékvezető: Björn Kuipers (holland) |

### Nyolcaddöntők
| 2021. február 24. 21:00 |

| Atalanta | 0 – 1               | Real Madrid |
| -------- | ------------------- | ----------- |
|          | (0 – 0) Jegyzőkönyv | 86' Mendy   |

| Atleti Azzurri d’Italia Stadion, Bergamo, Olaszország Nézőszám: 0 (megjegyzés:Az olaszországi COVID-19 járvány miatt a mérkőzést zárt ajtók mögött játszották) Játékvezető: Tobias Stieler (német) |

| 2021. március 16. 21:00, a Real Madrid kettős győzelemmel, 4–1-es különbséggel jutott tovább a negyeddöntőbe. |

| Real Madrid                                  | 3 – 1               | Atalanta   |
| -------------------------------------------- | ------------------- | ---------- |
| Benzema 34' Ramos 60' (11-esből) Asensio 84' | (1 – 2) Jegyzőkönyv | 83' Muriel |

| Alfredo di Stéfano, Madrid, Spanyolország Nézőszám: 0 (megjegyzés:A spanyolországi COVID-19 járvány miatt a mérkőzést zárt ajtók mögött játszották) Játékvezető: Danny Makkelie (holland) |

### Negyeddöntők
| 2021. április 6. 21:00 |

| Real Madrid                  | 3 – 1               | Liverpool  |
| ---------------------------- | ------------------- | ---------- |
| Vini Jr 27', 65' Asensio 36' | (2 – 0) Jegyzőkönyv | 51' Szaláh |

| Alfredo di Stéfano, Madrid, Spanyolország Nézőszám: 0 (megjegyzés:A spanyolországi COVID-19 járvány miatt a mérkőzést zárt ajtók mögött játszották) Játékvezető: Felix Brych (német) |

| 2021. április 14. 21:00 |

| Liverpool | 0 – 0       | Real Madrid |
| --------- | ----------- | ----------- |
|           | Jegyzőkönyv |             |

| Anfield, Liverpool, Anglia Nézőszám: 0 (megjegyzés:Az angliai COVID-19 járvány miatt a mérkőzést zárt ajtók mögött játszották) Játékvezető: Björn Kuipers (holland) |

### Elődöntők
| 2021. április 27. 21:00 |

| Real Madrid | 1 – 1       | Chelsea     |
| ----------- | ----------- | ----------- |
| Benzema 29' | Jegyzőkönyv | 14' Pulisic |

| Alfredo di Stéfano, Madrid, Spanyolország Nézőszám: 0 (megjegyzés:A spanyolországi COVID-19 járvány miatt a mérkőzést zárt ajtók mögött játszották) Játékvezető: Danny Makkelie (holland) |

| 2021. május 5. 21:00 |

| Chelsea              | 2 – 0               | Real Madrid |
| -------------------- | ------------------- | ----------- |
| Werner 28' Mount 85' | (1 – 0) Jegyzőkönyv |             |

| Stamford Bridge, London, Anglia Nézőszám: 0 (megjegyzés:Az angliai COVID-19 járvány miatt a mérkőzést zárt ajtók mögött játszották) Játékvezető: Daniele Orsato (olasz) |

## Statisztika
2021. május 22-én lett frissítve
| Kiírás             | Statisztikák | Statisztikák | Statisztikák | Statisztikák | Statisztikák | Statisztikák | Statisztikák | Kezdő forduló/ helyezés | Végső forduló/ helyezés | Mérkőzések dátumai   | Mérkőzések dátumai | Mérkőzések dátumai |
| Kiírás             | M            | GY           | D            | V            | LG–KG        | GK           | Gy %         | Kezdő forduló/ helyezés | Végső forduló/ helyezés | Első                 | Utolsó             | Következő          |
| ------------------ | ------------ | ------------ | ------------ | ------------ | ------------ | ------------ | ------------ | ----------------------- | ----------------------- | -------------------- | ------------------ | ------------------ |
| La Liga            | 38           | 25           | 09           | 04           | 67 – 28      | +39          | 65.79%       | 10                      | 2                       | 2020. szeptember 20. | 2021. május 22.    | -                  |
| Spanyol kupa       | 01           | 0            | 0            | 01           | 1 – 2        | –1           | 0.00%        | A legjobb 32 között     | A legjobb 32 között     | 2021 január 20.      | 2021 január 20.    | –                  |
| Spanyol szuperkupa | 01           | 0            | 0            | 01           | 1 – 2        | 0            | 0.00%        | Elődöntő                | Elődöntő                | 2021 január 14.      | 2021 január 14.    | –                  |
| Bajnokok ligája    | 012          | 06           | 03           | 03           | 19 – 14      | +5           | 50.00%       | (Csoportkör)            | Elődöntő                | 2020. október 21.    | 2021. május 05.    | -                  |
| Összesen           | 52           | 031          | 012          | 09           | 88 – 46      | +42          | 59.62%       | –                       | –                       | –                    | –                  | –                  |

| Összesen | Összesen | Összesen | Összesen | Összesen | Összesen | Összesen | Otthon | Otthon | Otthon | Otthon | Otthon  | Otthon | Otthon | Idegenben | Idegenben | Idegenben | Idegenben | Idegenben | Idegenben | Idegenben |
| M        | GY       | D        | V        | LG–KG    | GK       | P        | M      | GY     | D      | V      | LG–KG   | GK     | P      | M         | GY        | D         | V         | LG–KG     | GK        | P         |
| -------- | -------- | -------- | -------- | -------- | -------- | -------- | ------ | ------ | ------ | ------ | ------- | ------ | ------ | --------- | --------- | --------- | --------- | --------- | --------- | --------- |
| 38       | 25       | 9        | 4        | 67 – 28  | +39      | 84       | 19     | 13     | 3      | 3      | 33 – 13 | +20    | 42     | 19        | 12        | 6         | 1         | 34 – 15   | +19       | 42        |

### Helyezések fordulónként
| Forduló  | 1   | 2  | 3  | 4  | 5  | 6  | 7  | 8  | 9  | 10 | 11 | 12 | 13 | 14 | 15 | 16 | 17 | 18 | 19 | 20 | 21 | 22 | 23 | 24 | 25 | 26 | 27 | 28 | 29 | 30 | 31 | 32 | 33 | 34 | 35 | 36 | 37 | 38 |
| -------- | --- | -- | -- | -- | -- | -- | -- | -- | -- | -- | -- | -- | -- | -- | -- | -- | -- | -- | -- | -- | -- | -- | -- | -- | -- | -- | -- | -- | -- | -- | -- | -- | -- | -- | -- | -- | -- | -- |
| Helyszín | I   | I  | O  | I  | O  | I  | O  | I  | I  | O  | I  | O  | O  | I  | O  | I  | O  | I  | I  | O  | I  | O  | O  | I  | O  | I  | O  | I  | O  | O  | I  | I  | O  | O  | O  | I  | I  | O  |
| Eredmény | D   | GY | GY | GY | V  | GY | GY | V  | D  | V  | GY | GY | GY | GY | GY | D  | GY | D  | GY | V  | GY | GY | GY | GY | D  | D  | GY | GY | GY | GY | D  | GY | D  | GY | D  | GY | GY | GY |
| Helyezés | 10. | 6. | 3. | 1. | 3. | 2. | 1. | 2. | 4. | 4. | 4. | 4. | 4. | 2. | 2. | 2. | 2. | 2. | 2. | 3. | 3. | 2. | 2. | 2. | 3. | 3. | 3. | 3. | 3. | 2. | 2. | 2. | 2. | 2. | 2. | 2. | 2. | 2. |

Helyszín: O = Otthon; I = Idegenben. Eredmény: GY = Győzelem; D = Döntetlen; V = Vereség.

### Góllövőlista
Legutóbb frissítve:2021. május 22-én lett
| #        | Név               | La Liga | Spanyol kupa | BL | Spanyol szuperkupa | Összesen |
| -------- | ----------------- | ------- | ------------ | -- | ------------------ | -------- |
| 1        | Karim Benzema     | 23      | 0            | 6  | 1                  | 30       |
| 2        | Marco Asensio     | 5       | 0            | 2  | 0                  | 7        |
| 2        | Casemiro          | 6       | 0            | 1  | 0                  | 7        |
| 4        | Vinícius Júnior   | 3       | 0            | 3  | 0                  | 6        |
| 4        | Luka Modrić       | 4       | 0            | 1  | 0                  | 6        |
| 7        | Eden Hazard       | 3       | 0            | 1  | 0                  | 4        |
| 7        | Sergio Ramos      | 2       | 0            | 2  | 0                  | 4        |
| 8        | Toni Kroos        | 3       | 0            | 0  | 0                  | 3        |
| 8        | Federico Valverde | 3       | 0            | 0  | 0                  | 3        |
| 10       | Ferland Mendy     | 1       | 0            | 1  | 0                  | 2        |
| 10       | Éder Militão      | 1       | 1            | 0  | 0                  | 2        |
| 10       | Álvaro Odriozola  | 2       | 0            | 0  | 0                  | 2        |
| 10       | Rodrygo           | 1       | 0            | 1  | 0                  | 2        |
| 10       | Raphaël Varane    | 2       | 0            | 0  | 0                  | 2        |
| 10       | Lucas Vázquez     | 2       | 0            | 0  | 0                  | 2        |
| 16       | Mariano           | 1       | 0            | 0  | 0                  | 1        |
| 16       | Nacho             | 1       | 0            | 0  | 0                  | 1        |
| Öngólok  | Öngólok           | 3       | 0            | 1  | 0                  | 4        |
| Összesen | Összesen          | 67      | 1            | 19 | 1                  | 88       |

### Keret statisztika
Legutóbb 2021. május 22-én lett frissítve.
| Mezszám                         | Poszt | Név               | Bajnokság     | Bajnokság | Spanyol kupa  | Spanyol kupa | Bajnokok Ligája | Bajnokok Ligája | Spanyol szuperkupa | Spanyol szuperkupa | Összesen      | Összesen |
| Mezszám                         | Poszt | Név               | Pályára lépés | Gól       | Pályára lépés | Gól          | Pályára lépés   | Gól             | Pályára lépés      | Gól                | Pályára lépés | Gól      |
| ------------------------------- | ----- | ----------------- | ------------- | --------- | ------------- | ------------ | --------------- | --------------- | ------------------ | ------------------ | ------------- | -------- |
| 1                               | GK    | Thibaut Courtois  | 38            | 0         | 0             | 0            | 12              | 0               | 1                  | 0                  | 51            | 0        |
| 2                               | DF    | Dani Carvajal     | 13            | 0         | 0             | 0            | 2               | 0               | 0                  | 0                  | 15            | 0        |
| 3                               | DF    | Éder Militão      | 14            | 1         | 1             | 1            | 6               | 0               | 0                  | 0                  | 21            | 2        |
| 4                               | DF    | Sergio Ramos      | 15            | 3         | 0             | 0            | 5               | 1               | 1                  | 0                  | 21            | 4        |
| 5                               | DF    | Raphaël Varane    | 31            | 2         | 0             | 0            | 9               | 0               | 1                  | 0                  | 41            | 2        |
| 6                               | V     | Nacho             | 24            | 1         | 0             | 0            | 8               | 0               | 1                  | 0                  | 33            | 1        |
| 7                               | FW    | Eden Hazard       | 14            | 3         | 1             | 0            | 5               | 1               | 1                  | 0                  | 21            | 4        |
| 8                               | MF    | Toni Kroos        | 28            | 3         | 1             | 0            | 12              | 0               | 1                  | 0                  | 42            | 3        |
| 9                               | FW    | Karim Benzema     | 34            | 23        | 1             | 0            | 10              | 6               | 1                  | 1                  | 46            | 30       |
| 10                              | MF    | Luka Modrić       | 35            | 5         | 0             | 0            | 12              | 1               | 1                  | 0                  | 48            | 6        |
| 11                              | FW    | Marco Asensio     | 35            | 5         | 1             | 0            | 11              | 2               | 1                  | 0                  | 48            | 7        |
| 12                              | DF    | Marcelo           | 16            | 0         | 1             | 0            | 2               | 0               | 0                  | 0                  | 19            | 0        |
| 13                              | GK    | Andrij Lunyin     | 0             | 0         | 1             | 0            | 0               | 0               | 0                  | 0                  | 1             | 0        |
| 14                              | MF    | Casemiro          | 34            | 6         | 1             | 0            | 10              | 1               | 1                  | 0                  | 46            | 7        |
| 15                              | MF    | Federico Valverde | 24            | 3         | 1             | 0            | 8               | 0               | 1                  | 0                  | 34            | 3        |
| 17                              | FW    | Lucas Vázquez     | 25            | 2         | 1             | 0            | 7               | 0               | 1                  | 0                  | 34            | 2        |
| 19                              | DF    | Álvaro Odriozola  | 13            | 2         | 1             | 0            | 2               | 0               | 0                  | 0                  | 16            | 2        |
| 20                              | FW    | Vini Jr.          | 34            | 3         | 3             | 1            | 12              | 3               | 1                  | 0                  | 48            | 6        |
| 22                              | MF    | Isco              | 26            | 0         | 1             | 0            | 3               | 0               | 0                  | 0                  | 30            | 0        |
| 23                              | DF    | Ferland Mendy     | 26            | 1         | 0             | 0            | 11              | 1               | 1                  | 0                  | 38            | 2        |
| 24                              | FW    | Mariano           | 15            | 1         | 1             | 0            | 4               | 0               | 1                  | 0                  | 21            | 1        |
| 25                              | FW    | Rodrygo Goes      | 23            | 1         | 0             | 0            | 11              | 1               | 0                  | 0                  | 34            | 2        |
| 28                              | MF    | Marvin            | 4             | 0         | 0             | 0            | 0               | 0               | 0                  | 0                  | 4             | 0        |
| 30                              | MF    | Sergio Arribas    | 8             | 0         | 0             | 0            | 2               | 0               | 0                  | 0                  | 10            | 0        |
| 31                              | MF    | Antonio Blanco    | 4             | 0         | 0             | 0            | 0               | 0               | 0                  | 0                  | 4             | 0        |
| 32                              | DF    | Víctor Chust      | 2             | 0         | 1             | 0            | 0               | 0               | 0                  | 0                  | 3             | 0        |
| 34                              | FW    | Hugo Duro         | 2             | 0         | 0             | 0            | 1               | 0               | 0                  | 0                  | 3             | 0        |
| 35                              | FW    | Miguel Gutiérrez  | 6             | 0         | 0             | 0            | 0               | 0               | 0                  | 0                  | 6             | 0        |
| Már nem tagja az idei szezonnak |       |                   |               |           |               |              |                 |                 |                    |                    |               |          |
| 16                              | FW    | Borja Mayoral     | 2             | 0         | 0             | 0            | 0               | 0               | 0                  | 0                  | 2             | 0        |
| 18                              | FW    | Luka Jović        | 4             | 0         | 0             | 0            | 1               | 0               | 0                  | 0                  | 5             | 0        |
| 21                              | MF    | Martin Ødegaard   | 7             | 0         | 0             | 0            | 2               | 0               | 0                  | 0                  | 9             | 0        |

### Kapusteljesítmények
Az alábbi táblázatban a csapat kapusainak teljesítményét tüntettük fel.
A felkészülési mérkőzéseket nem vettük figyelembe.
2021. május 22-én lett frissítve
| Mezszám | Kapus            | Bajnokság        | Bajnokság         | Spanyol Kupa    | Spanyol Kupa      | Bajnokok Ligája | Bajnokok Ligája   | Spanyol szuperkupa | Spanyol szuperkupa | Összesen        | Összesen          |
| Mezszám | Kapus            | Összes mérkőzést | Ebből gól nélküli | Összes mérkőzés | Ebből gól nélküli | Összes mérkőzés | Ebből gól nélküli | Összes mérkőzés    | Ebből gól nélküli  | Összes mérkőzés | Ebből gól nélküli |
| ------- | ---------------- | ---------------- | ----------------- | --------------- | ----------------- | --------------- | ----------------- | ------------------ | ------------------ | --------------- | ----------------- |
| 1       | Thibaut Courtois | 38               | 17                | 0               | 0                 | 12              | 4                 | 1                  | 0                  | 51              | 20                |
| 13      | Andrij Lunyin    | 0                | 0                 | 1               | 0                 | 0               | 0                 | 0                  | 0                  | 1               | 0                 |
| 26      | Diego Altube     | 0                | 0                 | 0               | 0                 | 0               | 0                 | 0                  | 0                  | 0               | 0                 |
| 42      | Lucas Cañizares  | 0                | 0                 | 0               | 0                 | 0               | 0                 | 0                  | 0                  | 0               | 0                 |
| #       | #                | 38               | 17                | 1               | 0                 | 12              | 4                 | 1                  | 0                  | 52              | 21                |